# Rotundan
För andra betydelser, se Rotundan (olika betydelser).

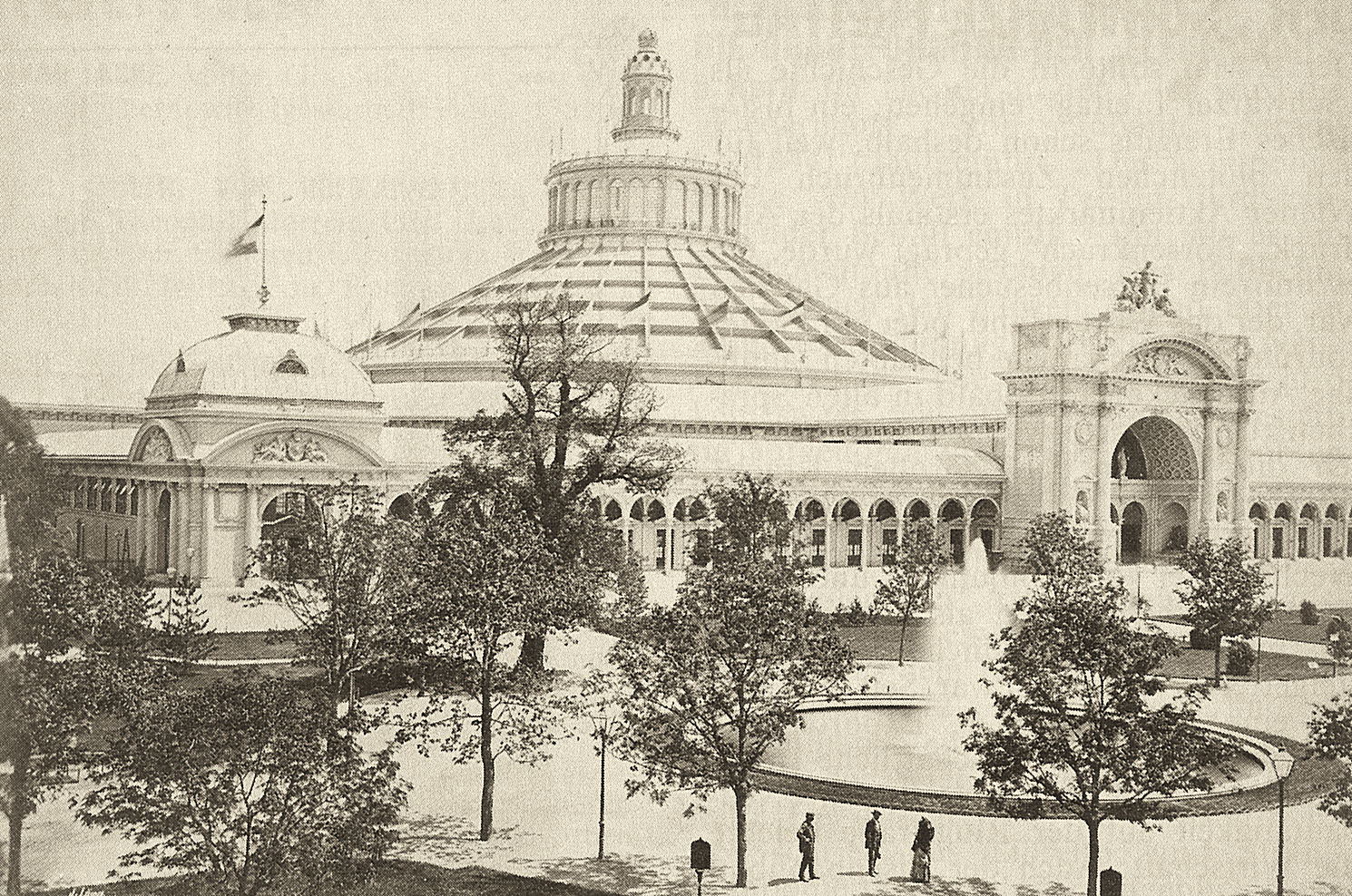
Gammal bild på Rotundan.

Rotundan (tyska: die Rotunde) var en byggnad som uppfördes i samband med Världsutställningen 1873 i Wien. Nedbrunnen 1937.